# Kamienica przy ulicy Piotrkowskiej 4 w Łodzi
Kamienica przy ulicy Piotrkowskiej 4 w Łodzi – kamienica znajdująca się w Łodzi przy ul. Piotrkowskiej 4. Kamienica została wpisana do rejestru zabytków nieruchomych województwa łódzkiego 20 stycznia 1971 roku, z numerem A/61 oraz do Gminnej Ewidencja Zabytków miasta Łodzi, z numerem 919.

## Historia

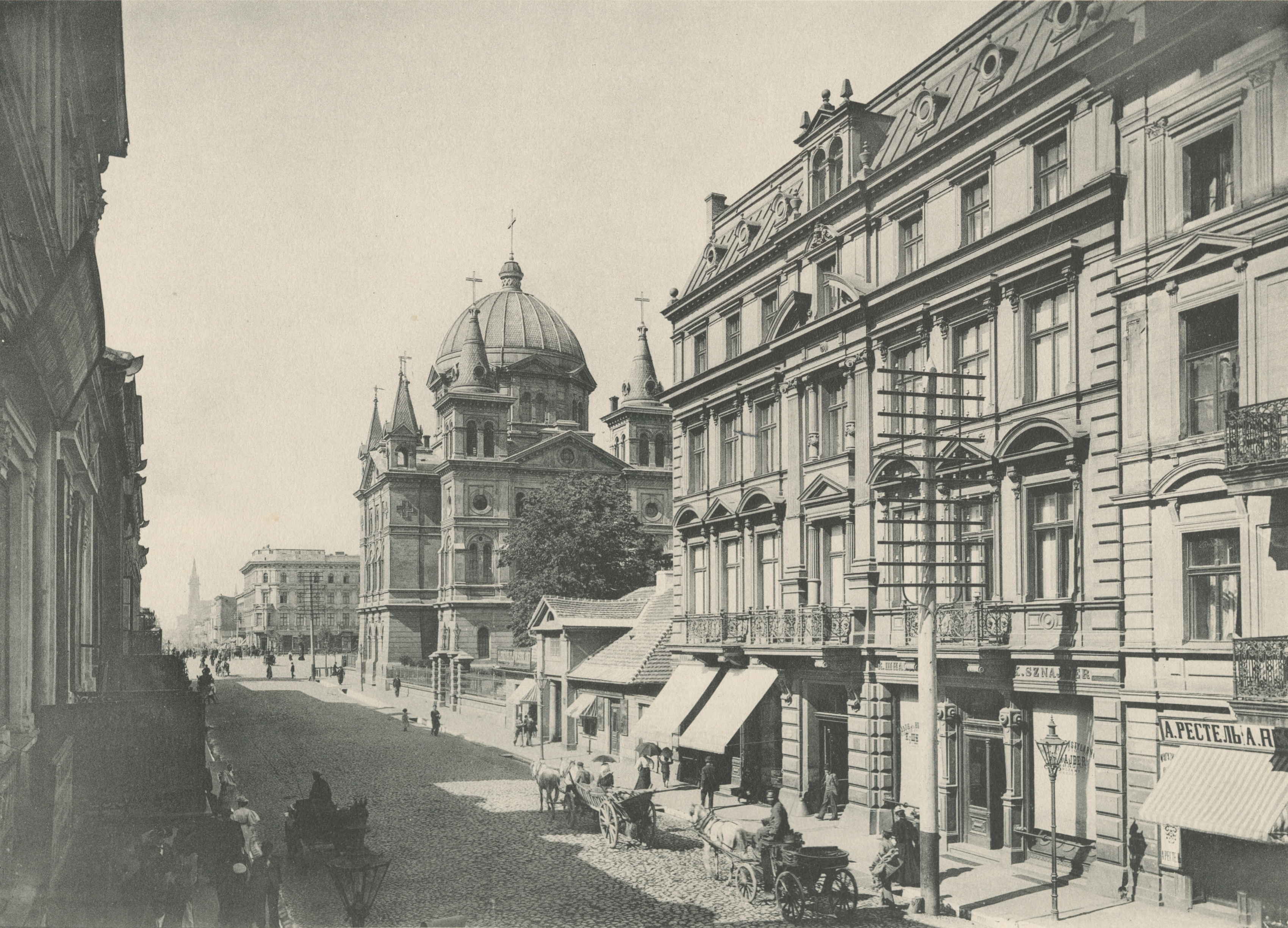
Parterowy dom pastora na fotografii Bronisława Wilkoszewskiego sprzed wybudowania kamienicy (za kamienicą Karola Hiellego i Karola Dittricha ul. Piotrkowska 6), 1896

Historia zabudowania działki przy ul. Piotrkowskiej 4 jest bezpośrednio związana z istnieniem parafii oraz kościoła ewangelickiego pod wezwaniem Świętej Trójcy, który został zbudowany w latach 1826–1828 przy Rynku Nowego Miasta.
Od 1830 roku na działce istniał murowany dom pastora, będący jednym z 5 prywatnych domów murowanych przy ulicy Piotrkowskiej. Dom pastora miał 5 izb, a na tyłach działki znajdował się ogród w stylu parkowym oraz stajnia. W 1898 roku na podwórzu istniała murowana, piętrowa oficyna. W tym samym roku powstał projekt, wykonany przez Franciszka Chełmińskiego, rozbudowy domu frontowego, a w następnym roku ten sam architekt wykonał projekt przebudowy sieni na sklep.
W 1910 roku parterowy dom został rozebrany, a w roku 1912 w jego miejscu (oznaczonego adresem ul. Piotrkowska 2) wybudowano trzykondygnacyjny budynek oraz powstała prawa oficyna. Autorem projektu był architekt Szymon Nebelski, a zlecającym pracę pastor Rudolf Gundlach, proboszcz parafii ewangelicko-augsburskiej św. Trójcy w Łodzi.
W okresie międzywojennym w budynku działało Stowarzyszenie „Trzeźwość” (prowadzone przez pastora Szmidta), a także mieściły się m.in. kwiaciarnia Michlewskiej i Stillerówny oraz filia chemicznej pralni parowej i farbiarni.